# Оравска Поруба
Оравска Поруба (слч. Oravská Poruba) насељено је мјесто са административним статусом сеоске општине (слч. obec) у округу Долни Кубин, у Жилинском крају, Словачка Република.

## Становништво
| Година:    | 1994. | 2004.    | 2014.    | 2024.   |
| ---------- | ----- | -------- | -------- | ------- |
| Број људи: | 809   | 907      | 1026     | 1083    |
| Разлика:   |       | +12,11 % | +13,12 % | +5,55 % |

| Година:    | 2023. | 2024.   |
| ---------- | ----- | ------- |
| Број људи: | 1085  | 1083    |
| Разлика:   |       | -0,18 % |

Према подацима о броју становника из 2011. године насеље је имало 1.030 становника.